# Kaars

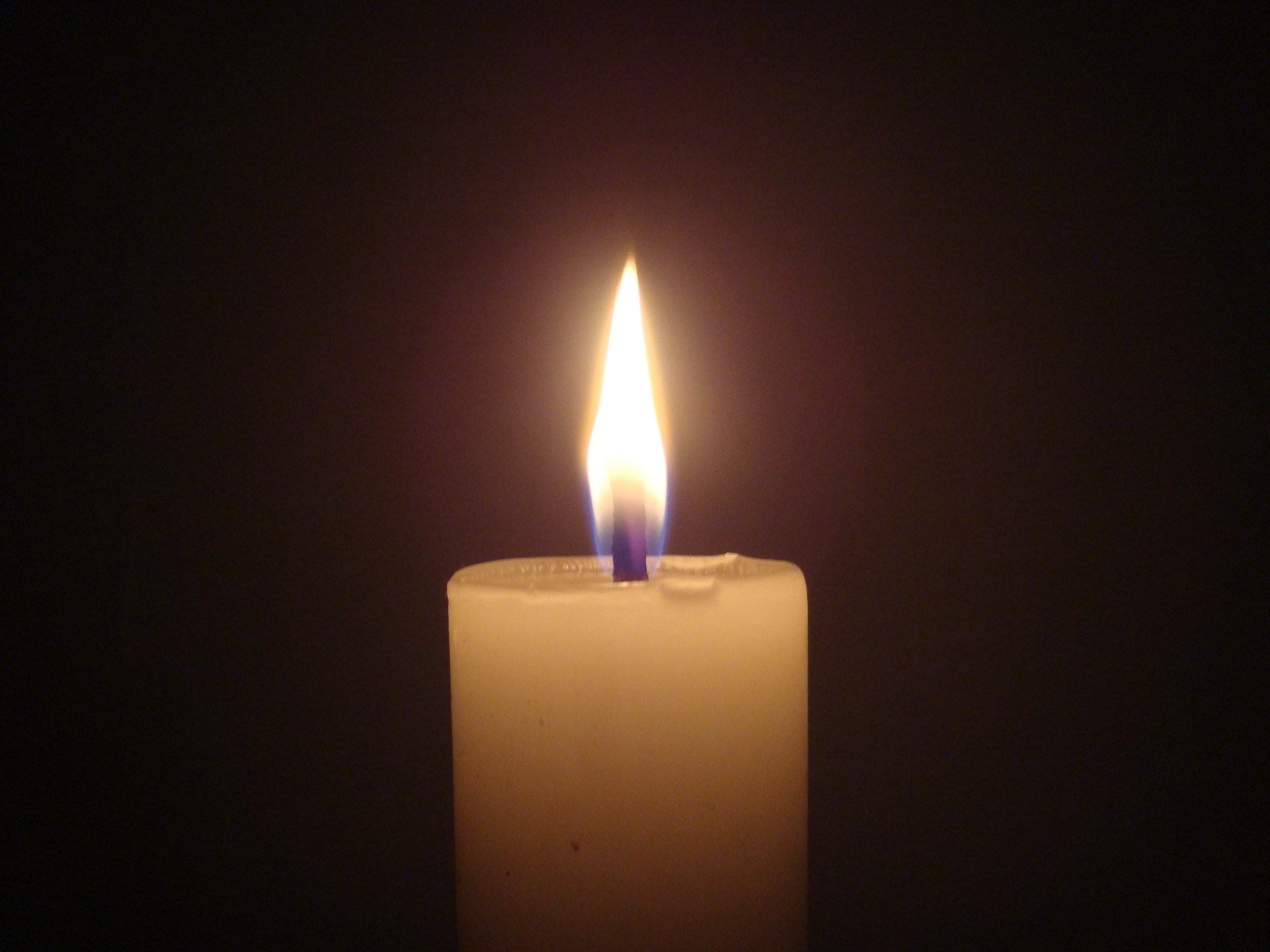
Brandende kaars

Een brandende kaars is een licht- en warmtebron. Het is meestal een cilindrische staaf van een bij kamertemperatuur vaste, vetachtige stof als bijenwas of stearine, met door het midden een katoenen koord: de pit, in de volksmond 'lont' genoemd. Als men deze pit aansteekt, smelt het vet bij de pit en wordt het door de capillaire werking in het koord gezogen. In de hogere delen van de pit wordt dit vet door verdamping en ontleding gasvormig en verbrandt het onder het uitstralen van warmte en licht.
Kaarsen zijn met olielampen en toortsen, na het houtvuur, de oudste hulpmiddelen van de mens voor de verlichting. Waar elektrische lampen de noodzaak tot het gebruik van kaarsen hebben weggenomen, worden kaarsen vooral nog voor de (romantische) sfeer of op al dan niet religieuze feestdagen, zoals verjaardagen, kerstmis, divali en chanoeka, gebrand.
De SI-basiseenheid candela is afgeleid aan het licht van ongeveer één kaars. Candela is het Latijnse woord voor kaars en ook het woord kandelaar is daar etymologisch aan verwant.

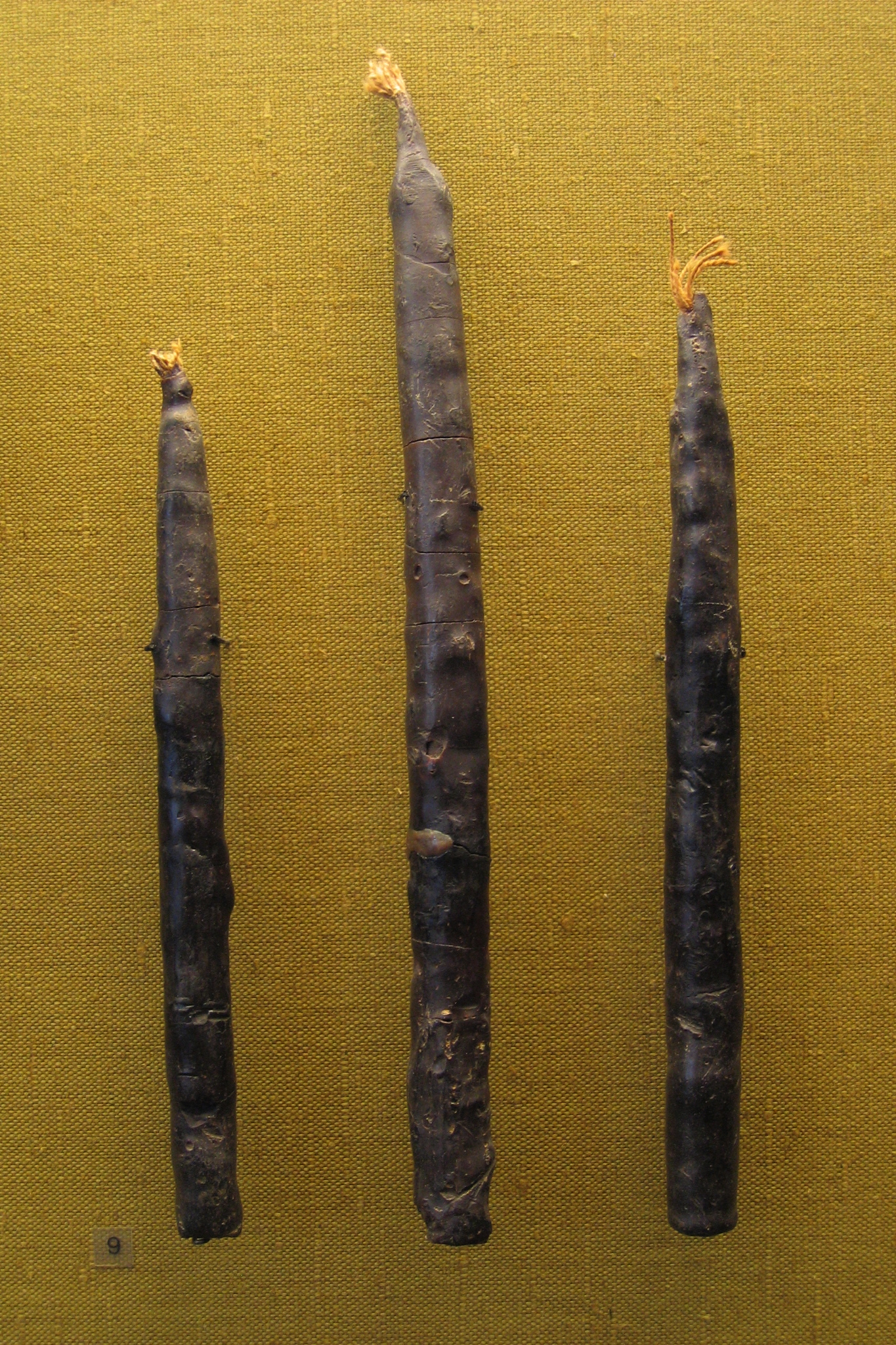
Bijenwaskaarsen van het Allemannisch kerkhof van Oberflacht, Duitsland, daterend uit de zesde of zevende eeuw na Christus. Het zijn de oudst overlevende bijenwaskaarsen ten noorden van de Alpen.

## Geschiedenis

### Uitvinding
De Etrusken, een ontwikkeld volk in Midden-Italië, (nu Toscane), enkele eeuwen voor Christus, gebruikten als verlichting een touw gedrenkt in pek, olie of vet. Er zijn aanwijzingen dat al veel eerder kaarsen voor verlichting werden gebruikt. In de graftombe van Toetanchamon (14e eeuw voor Chr.) zijn kandelaars (of toortshouders) aangetroffen. In de Romeinse tijd verscheen de kaars definitief ten tonele. Vet of was diende als brandstof.

### Middeleeuwen

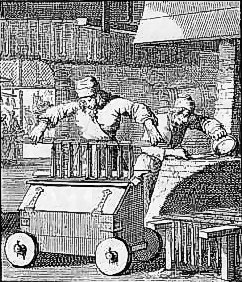
Kaarsenmakers rond 1700

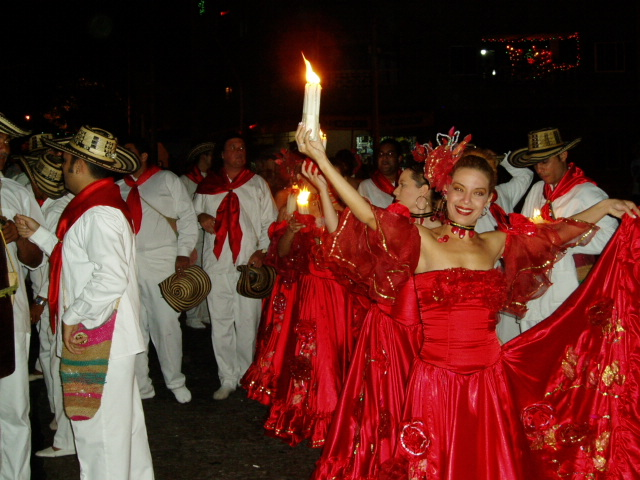
La Pollera tijdens het carnaval van Baranquilla, Colombia

In de middeleeuwen was de kaars de voornaamste bron van kunstverlichting. Kaarsenmakers waren verenigd in het Kaarsenmakersgilde. Goedkope kaarsen werden gemaakt van vet (talg), duurdere van bijenwas.
De vetkaarsen brandden niet zo mooi als de waskaarsen. Een vetkaars was zacht, walmde, gaf roet, droop altijd wat en gaf geen aangename geur (als gevolg van het ontstaan van acroleïne). De pit was gemaakt van getwijnde katoendraden, waarvan het verkoolde uiteinde van tijd tot tijd afgeknipt (gesnoten) moest worden.
Vanwege het brandgevaar (maar ook vanwege de slechtere kwaliteit van het uitgevoerde werk) was het gebruik van kaarsen als kunstverlichting voor het avondlijk werk vaak aan banden gelegd. De kaarsen brandden regelmatig genoeg om als een klok gebruikt te worden. Er waren 12- en 24-uurskaarsen verkrijgbaar met horizontale ringen die de uren aangaven. Tegenwoordig ziet men nog wel kaarsen met een urenverdeling op de zijkant. Dit zijn vaak opdrukken van papier, dit papier kan als lont gaan werken, waardoor de kaars tevens aan de buitenkant kan gaan branden.

### Technologische vernieuwing
Eind 18e eeuw komt de visserij op de potvis met een alternatief voor vet en was. Kaarsen konden worden bereid uit een vettige stof uit de kop van de potvis, spermaceti of walschot genoemd, die voornamelijk bestaat uit cetylpalmitaat. Deze stof werd bereid door uitgekookt walvisvet bij koud weer (6 °C) te laten uitkristalliseren. Hiervan produceerde men de duurdere typen 'smeerkaars'.
Daarnaast ging men ook kaarsen toepassen voor tijdmeting, waarvoor men een aantal kaarsen van gelijke lengte gebruikte. Iedere kaars werd gemerkt met strepen op onderling gelijke afstand, waarbij de afstand tussen elke merkstreep overeenkwam met een door ervaring verkregen tijdsperiode.
De kaarsenmakerij was het onderdeel van de chemische industrie dat in de negentiende eeuw qua schaal het meest veranderde. Aan het begin van die eeuw werden de kaarsen in Nederland vooral gemaakt door kleinschalige ambachtslui in eenmansbedrijfjes, terwijl er enkele decennia later een drietal zeer grote kaarsenfabrieken waren in: Amsterdam, Schiedam en Gouda, met een afzet van miljoenen kaarsen.

### Stearinekaarsen
De kaarsenfabricage maakt in de 19e eeuw een grote ontwikkeling door, die begon met de ontdekking van stearine.
In 1823 werd stearine, een mengsel van stearinezuur en palmitinezuur, ontdekt door de Fransman Eugène Chevreul.
Hij onderzocht allerlei vetten en toonde aan dat deze verbindingen zijn van een vloeistof (glycerol) en van een mengsel van min of meer vaste stoffen (vetzuren). Van de vetzuren scheidde hij door persen een vaste harde fractie af, stearine genaamd. Stearine is een kunstwas, een vast vet ontstaan door het uitpersen van verzeepte dierlijke vetten.
Stearine had veel gunstiger brandeigenschappen dan het vet dat tot dan toe gebruikt werd voor de kaarsenbereiding. De stearinekaars brandde met een heldere vlam, zonder walm; hij droop niet en werd niet slap als hij warm werd. Dit had tot gevolg dat de stearinekaars op den duur de oudere smeerkaars geheel verving.
Stearine was ook geschikt om machinaal in vormen gegoten te worden. Dit leidde tot mechanisatie en concentratie in de industrie.
Enkele jaren later verving Cambacères de oude getwijnde pit door een gevlochten katoenen pit. Dat was het einde van het kaarsensnuiten. Aangezien de pit gebogen brandde, door de manier van vlechten van de katoengarens, werd deze automatisch op lengte gehouden, een zelf-snuitende kaars.
Enige jaren later werd door raffinage van aardolie een witte stof, paraffine, afgescheiden. Deze ging naast stearine een plaats in de kaarsenindustrie innemen. Paraffine blijkt namelijk een hogere lichtintensiteit te hebben dan stearine, maar paraffine wordt eerder zacht.
Na 1850 verdwenen meer traditionele vormen van kaarsenmakerij ten gunste van stearine, maar ook als gevolg van de opkomst van gaslampen. Door de uitvinding van de elektrische lamp levert de kaars in onze tijd vooral het romantische licht. De kaars kan ook een rustgevende werking hebben.

### Soorten kaarsen
- Composietkaars
- Druipkaars
- Geurkaars
- Grafkaars
- Ledkaars
- Paraffinekaars
- Smeerkaars
- Snijkaars
- Stearinekaars
- Vetkaars
- Waskaars
- Waxinelicht

## Opbouw van een kaars
De kaars bestaat uit een pit van katoen met daaromheen stearine, paraffine of een mengsel van beide (composietkaarsen), maar ook wel bijenwas of sojawas.
De pit wordt gevlochten van gebleekte of ongebleekte katoenen garens, variërend van 4 tot 45 draden. Het vlechten vindt zodanig plaats dat de pit tijdens het branden naar één kant ombuigt en daardoor in het buitenste deel van de vlam verbrandt en zo op lengte wordt gehouden. Niet alleen is het van belang dat de pit gebogen brandt, ook gaat het om de snelheid, waarmee de pit brandt ten opzichte van de stearine of de was. Om te snel branden van de pit te voorkomen wordt de pit behandeld met een mengsel van zouten, zogenoemde brandvertragende middelen. Ook verhinderen de genoemde zouten het nagloeien van de pit doordat zij deze afsluiten van de lucht. Verder dient de pit de stearine, paraffine en was goed op te zuigen.
De meest gebruikte grondstoffen voor het vette deel van kaarsenmateriaal zijn stearine en paraffine. Paraffine heeft, zoals gezegd, het voordeel boven stearine dat het bij verbranding meer licht geeft. Bovendien is paraffine goedkoper dan stearine. Het nadeel van een paraffinekaars is dat deze eerder druipt en gemakkelijker kromtrekt dan een stearinekaars. Stearine is een mengsel van stearinezuur (octadecaanzuur, C17H35-COOH) en palmitinezuur (hexadecaanzuur (C15H31-COOH)) en wordt bereid uit dierlijke vetten, plantaardige oliën en vistraan. Het vet of de olie wordt bij hoge temperatuur (260 °C) en druk (50 atm) gehydrolyseerd tot glycerol en een mengsel van vetzuren. Dit proces heet hydrolyse. De vetzuren worden gezuiverd via de traditionele methode Chevreul of een modernere methode. Bij de methode Chevreul worden de vetzuren gescheiden door deze na afkoeling middels persen te scheiden van het oliezuur. Het oliezuurgehalte wordt na harding (additie van waterstof) tot beneden de 1% gebracht. Destillatie onder lage druk levert voldoende zuivere stearine.
Bij de modernere methode wordt het vetzuurmengsel door kristallisatie bij lage temperatuur gescheiden in oliezuur en stearine. Daarna volgt harding en destillatie. De oleochemie is de wetenschap die de bewerking van natuurlijke oliën en vetten beschrijft.
Paraffine wordt als restproduct verkregen bij de zuivering van ruwe aardolie. De fractie smeerolie bevat vaak zoveel hoogstollende paraffine, dat ze niet als smeerolie bruikbaar is. De paraffine wordt afgescheiden door uitvriezen. De zo verkregen paraffine heeft een oliegehalte beneden 0,5%. Voor gebruik in de kaarsenindustrie dient het smelttraject 52-54 °C te zijn. Veelal wordt aan paraffine een deel stearine toegevoegd (5-25%) om een betere weerstand tegen druipen en een verhoogde vormvastheid te verkrijgen.
Compositiekaarsen bestaan meestal uit een mengsel van stearine en paraffine; soms uit andere mengsels, bijvoorbeeld bijenwas en paraffine. Stearine voegt men niet alleen toe aan paraffine vanwege de verbetering van de brandeigenschappen, maar ook om paraffinekaarsen beter uit de gietvorm te kunnen verwijderen; stearine krimpt namelijk meer bij afkoeling.

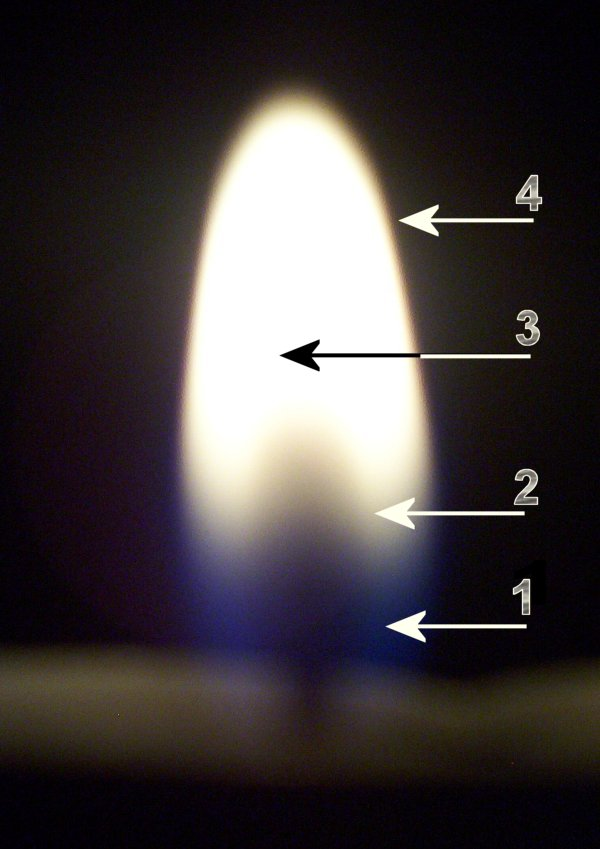
Kaarsvlam:
1: blauwe zone
2: donkere zone
3: gele zone
4: vlammantel

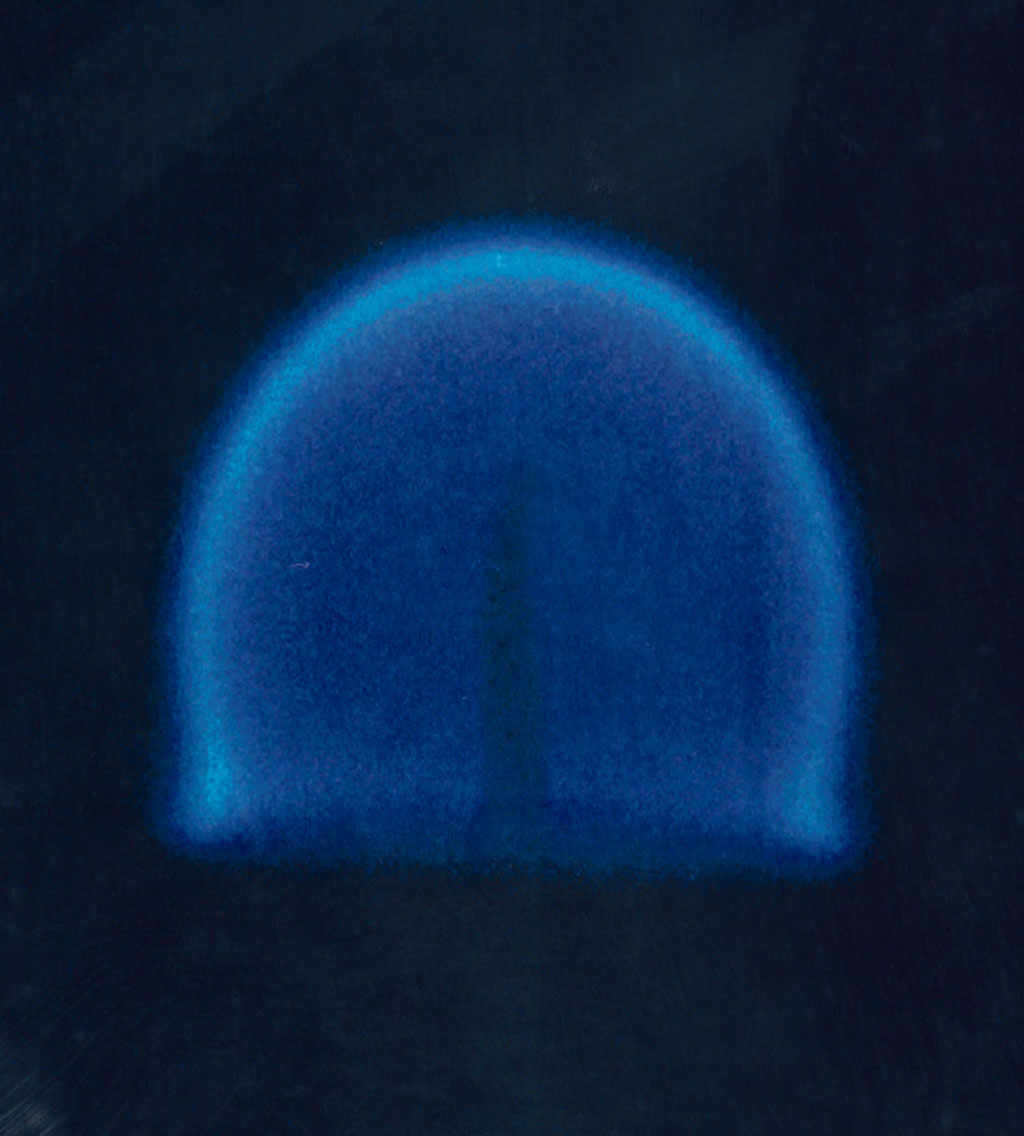
Kaarsvlam zonder zwaartekracht

## Het branden van een kaars
Een kaars wordt aangestoken door met een vlam de pit zodanig te verhitten dat het daarin aanwezige kaarsvet smelt, verdampt en ontbrandt. Door de warmte van deze kaarsvlam zal het kaarsvet onder de pit gaan smelten. Het vloeibare vet, dat de vorm krijgt van een kommetje, wordt door de capillaire werking van de pit hierin opgezogen tot in de top. Dicht in de buurt van de vlam is het zo sterk verhit dat het verdampt en kan branden. Het gedeelte van de pit waar het kaarsvet vloeibaar is kan niet branden, het moet eerst in gas overgaan.
In de vlam vinden in diverse zones verschillende chemische processen plaats, getuige de verschillen in kleur en temperatuur per zone:
1. In de blauwe zone aan de basis vindt bij een temperatuur van 1200 - 1400 °C het kraakproces én een gedeelte van de verbranding plaats.
2. De donkere zone in het midden, met de laagste temperatuur, 800 - 1000 °C, bestaat uit kraakgassen, koolstofdioxide, koolstofmonoxide, een beetje zuurstof en vrij veel stikstof.
3. In de gele zone vindt bij een temperatuur van 1200 °C het grootste gedeelte van de ontleding van de gassen plaats. De gloeiende koolstofdeeltjes die bij onvolledige verbranding vrijkomen geven de vlam als lichtbron haar typische gele kleur.
4. De vlammantel heeft een geringe lichtsterkte ten opzichte van de intense gele zone, door overvloed aan zuurstof ontstaat hier bij 1400 °C in volledige verbranding koolstofdioxide en waterdamp.
5. De vlam heeft een thermisch vermogen van circa 77 watt en geeft zo'n 13 lumen licht.

Zonder zwaartekracht brandt een kaars zwakker, maar heter en heeft de geheel blauwe vlam een perfecte bolvorm.
Voor meer informatie over de vlam van de kaars, zie: kaarsvlam.

## Het maken van een kaars
De klassieke methode van het maken van kaarsen is het dompelen. In de vijftiende eeuw wordt in Parijs het gieten van kaarsen geïntroduceerd. Tegenwoordig worden kaarsen meestal gegoten of geperst, maar ook het dompelen en handmatig vormen van kaarsen wordt nog toegepast.

### Dompelen
De oudste methode om kaarsen te maken is het dompelen, ook wel tonken genoemd. De pit wordt in gesmolten was of vet gedompeld en omhoog getrokken. Na enige tijd uitharden volgt een tweede onderdompeling in de was of vet, waarna het opnieuw uithardt (het stolt). Dit proces wordt net zo lang herhaald tot de kaars de gewenste of vereiste dikte heeft gekregen. De dompelmethode gaat terug naar de Romeinse tijd en was de belangrijkste methode om kaarsen te maken in de Middeleeuwen en lang daarna. Deze methode werd wel verbeterd. Aan een rek werd een aantal pitten evenwijdig aan elkaar bevestigd en tegelijkertijd in het vloeibare vet (of de was) gedompeld. Door het dompelen kunnen de uiteinden wat onregelmatig en puntig uitlopen, daarom worden die afgeknepen of afgesmolten.

### Vroege gietmethoden
In de vijftiende eeuw wordt voor het eerst in Parijs een gietvorm geïntroduceerd. Eerst gebruikte men houten vormen, later kwamen er vormen van tin of ijzer. Deze werden op een rijtje geplaatst, net als een rij orgelpijpen.

### Huidige gietmethoden
De meeste kaarsen worden machinaal gegoten in metalen vormen. Bij het gieten zijn twee typen machines in gebruik, de opdruk- en de optrekmachine.
De stearine (of een mengsel van stearine en paraffine) wordt gesmolten en in een grote bak gekoeld én geroerd, zogenaamd "koudgeroerd". Er ontstaat een kristalbrij, die door het roeren niet één grote klont kaarsvet wordt. Door deze methode worden fraai uitziende kaarsen verkregen.

#### Opdrukmachine
Een opdrukmachine bestaat uit een grote platte bak met daarin de gietvormen. Om de vormen heen stroomt eerst warm, daarna koud water. De onderkant van de gietvormen is afgesloten door een zuiger (piston), die op en neer kan worden bewogen. Door de zuiger, die hol is, loopt de pit.
Het gieten van kaarsen bij de opdrukmachine gaat als volgt:
1. De vormen worden voorverwarmd met warm water.
2. Met de zuigers in de onderste stand worden ze volgegoten met kaarsvet. Het kaarsvet krimpt bij afkoelen; daarom wordt extra vet op de vormen gegoten.
3. Hierna vervangt de kaarsenmaker het warme water door koud. Het kaarsvet wordt vast; het teveel aan vet wordt met een mes verwijderd.
4. Als de kaarsen voldoende gestold zijn worden de zuigers omhooggetrokken. De zojuist gegoten kaarsen worden uit de vormen gedrukt en boven de machine vastgezet in een klemraam.
5. Tegelijkertijd worden nieuwe pitten van de klossen omhooggetrokken.
6. De pitten worden vastgeklemd, de kaarsen afgesneden en nadat de zuigers weer in de onderste stand zijn gebracht kan het proces opnieuw beginnen.

In de opdrukmachine bevinden zich 300 - 600 vormen en er kan tot 4 maal per uur gegoten worden. De kaarsen verkregen met een opdrukmachine zijn stomp.

#### Op- & aftrekmachine
Gotische kaarsen worden gemaakt met de optrekmachine. De kaarsen worden op dezelfde manier gegoten, alleen zijn de gietvormen nu aan de onderkant gesloten, uitgezonderd het gaatje, waar de pit doorheen loopt. Na het gieten worden de kaarsen aan de pitten omhooggetrokken. De gietvormen kunnen nu een zodanige vorm hebben, dat de gegoten kaarsen taps toelopende punten verkrijgen (gotische kaarsen).

### Pijpmethode
Uit poedervormige of korrelvormige grondstof kunnen kaarsen worden geperst. Voor het persen van gegranuleerd "kaarsvet" gebruikt men een extrusiepers (een soortgelijke pers als voor het maken van plastic voorwerpen). Het kaarsvet wordt door een sluitstuk geperst en zo ontstaat een "eindeloze" kaars. De kaarsen kunnen op iedere gewenste lengte afgesneden worden. De pit wordt tegelijkertijd mee in de kaars geperst of later in de kaars aangebracht.

### Handmatige trekmethode
Op de trekbank worden ook "ellenlange" kaarsen gemaakt. De trekbank bestaat uit twee trommels, die om een as kunnen draaien. Tussen de trommels bevindt zich een bak met vloeibaar kaarsvet. De kaarsenpit wordt van de ene trommel via het kaarsvet op de andere trommel gewonden. Vervolgens wordt het proces in omgekeerde richting herhaald en het laagje kaarsvet om de pit neemt steeds toe. Als de gewenste dikte is bereikt worden de kaarsen in een bepaalde lengte gesneden en met een freesmachine van een kop en een voet voorzien.

### Dompelmethode
De vroegere dompelmethode (tonken) wordt nog steeds in de kaarsenfabriek toegepast, evenals het pure handwerk. Een handwerkkaars wordt gemaakt van een mengsel van bijenwas en paraffine, omdat die stoffen kneedbaar zijn.

### Handmatig
Eerst wordt de "was" voorverwarmd. De kaarsenpit wordt horizontaal, enkele centimeters boven het tafelblad, gespannen. Wat voorverwarmde was wordt met de hand gekneed en om de pit gerold. Met de hand en later met een plankje wordt de kaars in de gewenste vorm gerold. De pitten worden losgeknipt en de kaars in water gedompeld om hard te worden.

## Kaarsenfabrieken

### Nederland

#### Amsterdam
Brandon was een kaarsenfabriek in Amsterdam die zich toelegde op de productie van stearinekaarsen. Het bedrijf werd opgericht door de ondernemer Nathan Diaz Brandon (1803-1874). Het in 1839, na de overname van de "Koninklijke Waskaarsenfabriek De Bijenkorf" opgerichte bedrijf, groeide uit tot een grote Nederlandse stearinefabriek. Deze fabriek werd in 1906 opgeheven.

#### Breda
In 1975 vormden meerdere kaarsenmakerijen samen de 'Verenigde Bredase Kaarsenfabriek' (Vebeka). Later werd de naam gewijzigd in 'Bredase Kaarsenfabriek'.

#### Gouda
In 1853 werd door drie Goudse heren, als nevenbedrijf van de "Goudse Aardappelmeel-, Siroop- en Sagofabriek", een "Stearine Kaarsenfabriek" opgericht. Toen dit een succes bleek, kwamen op 24 februari 1858 enkele Goudse industriëlen bijeen, die besloten tot oprichting van een afzonderlijke fabriek, de " NV Stearine Kaarsenfabriek Gouda" met een startkapitaal van Hfl. 20.000. De heren Wachter en Van Iterson werden de eerste directeuren. Van Iterson kwam uit een apothekersfirma en werd belast met de chemisch-technische kant van het bedrijf.
Het bedrijf vestigde zich net ten westen van Gouda aan de Hollandse IJssel. Daar vond ook vetsplitsing en vetzuurscheiding plaats, om de voor de kaarsenfabricage noodzakelijke stearine in eigen beheer te bereiden. In 1899 werd aan het bedrijf het predicaat Koninklijk toegekend.
In 1960 kochten Unilever en het Amerikaanse oleochemiebedrijf Emery de Goudse kaarsenfabriek op. In 1980, tijdens de oliecrisis, nam Unilever het aandeel van Emery over en verbond het aan enige kleinere chemische vestigingen, met Gouda als hoofdvestiging. Daarmee was Unichema Chemie een feit.
In 1983 is de productie van de bekende witte 'Gouda kaars' overgenomen van Unichema door de firma Bolsius Groep en in Waddinxveen voortgezet. Door concurrentie en hoge kosten, is de productie in 2003 verplaatst naar Schijndel, Boxmeer en het Poolse Kobilyn en daarmee uit de Goudse regio verdwenen. De naam 'Gouda kaarsen' blijft gehandhaafd, wegens de grote nationale en internationale bekendheid.

#### Schiedam
In Schiedam was de Stearine Kaarsenfabriek Apollo actief. In 1929 fuseerden deze twee bedrijven tot de "NV Koninklijke Stearine Kaarsenfabriek Gouda-Apollo". Nagenoeg de gehele kaarsenproductie was nu geconcentreerd in Gouda. In deze jaren verdienden hier meer dan duizend mannen en vrouwen hun brood in de kaarsen- en vetzurenfabricage.

### België

#### Antwerpen
Kaarsenfabriek Roubaix-Oedenkoven, in de volksmond bekend als "den Bougie", was een kaarsenfabriek in de Antwerpse gemeente Borgerhout. De fabriek was in 1853 door Adolphe de Roubaix en Henri Oedenkoven opgericht. De familie De Roubaix was hofleverancier van Leopold II. Het tot de zware (chemische) industrie behorende fabriek won prijzen op diverse wereldtentoonstellingen.
De fabriek fuseerde in het begin van de 20e eeuw met de Brusselse kaarsenfabriek Bougies de la Cour. Ze gingen samen door als de S.A. des Bougies de la Cour et de Roubaix Oedenkoven. Den Bougie was operationeel tot in 1956, toen een zoveelste brand het licht ontvlambare complex definitief in de as legde.

#### Brussel
De Manufacture Royale des Bougies de la Cour, kortweg Bougies de la Cour, was de oudste kaarsenfabriek van België en hofleverancier van de Belgische koning. Het werd in 1835, kort na de oprichting van de Belgische staat in Cureghem opgericht. Het was een van de eerste bedrijven ter wereld die zich op industriële schaal bezighield met de chemie van natuurlijke vetten. In het begin van de twintigste eeuw fuseerde het bedrijf met Roubaix-Oedenkoven, waarmee het verder ging als S.A. des Bougies de la Cour et de Roubaix Oedenkoven. Het fabriekscomplex in Brussel is in 1948 gesloopt.

#### Hamont-Achel
Spaas Kaarsen is een familiebedrijf in Hamont-Achel. Het bedrijf bestaat sinds 1853 en telt 320 medewerkers. Een deel van de productie vindt plaats in Polen.

## Tradities/trivia

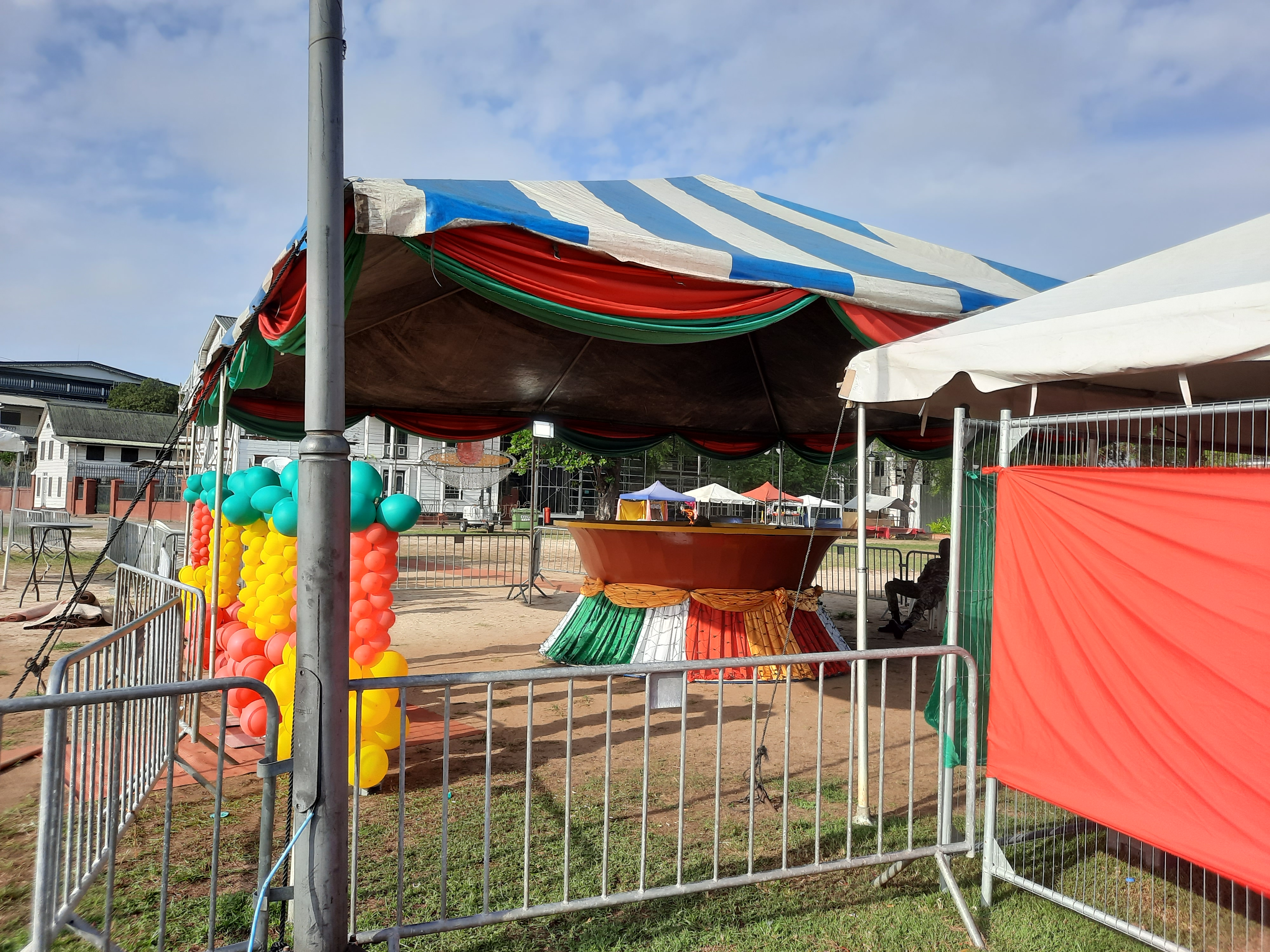
De Suriname Dia op het Onafhankelijkheidsplein, Paramaribo, tijdens Divali, 2022

- Op een verjaardagstaart staan vaak kleine kaarsjes, meestal in verschillende, vrolijk stemmende kleuren. Het in één keer uitblazen van de kaarsen (en het daarbij doen van een wens) is een welbekende traditie.
- Tijdens religieuze feesten zoals het Joodse Chanoeka en de christelijke Advent staan kaarsen centraal.
- Vooral in rooms-katholieke kerken worden vaak kaarsen gebrand. Men koopt een kaars en plaatst die in een kaarsenrek, meestal vóór het beeld van een heilige, in de hoop verhoord te worden. Op katholieke begraafplaatsen staan vaak kaarsjes ter nagedachtenis van iemand (vooral rond Allerheiligen en Allerzielen).
- Al sinds 1956 wordt in Gouda op de tweede vrijdag in december Gouda bij Kaarslicht gehouden (voorheen kaarsjesavond), waarbij de binnenstad geheel met kaarsen verlicht wordt. In Delft ("lichtjesavond") en Ravenstein ("Ravenstein bij kaarslicht") worden in de kerstperiode soortgelijke evenementen gehouden.
- In de Vlaams-Brabantse stad Aarschot is de Sint-Rochuskaarsjesverlichting op 15 augustus een jaarlijks terugkerend evenement. Ter ere van Sint-Rochus, die de stad ooit redde van de pest, wordt de stad sfeervol verlicht met duizenden kaarsjes.
- De Kersenmarkt in Maastricht was waarschijnlijk ooit de kaarsenmarkt van de stad.
- Elk jaar op 15 augustus of de zondag daarna is er in Baarle-Hertog een Kaarskensprocessie. Alle lichten langs het processie-traject zijn gedoofd. De processie-deelnemers dragen allen een brandend kaarsje mee zoals in de processie in Lourdes.
- In Baarle-Hertog-Nassau is er een permanente tentoonstelling van kunstkaarsen in pure bijenwas. Soms wegen deze wel 200 kg en zijn wel 2 meter hoog. De collectie van kunstenaar Frits Spies is gevestigd in het Kaarsenmuseum.

## Accessoires

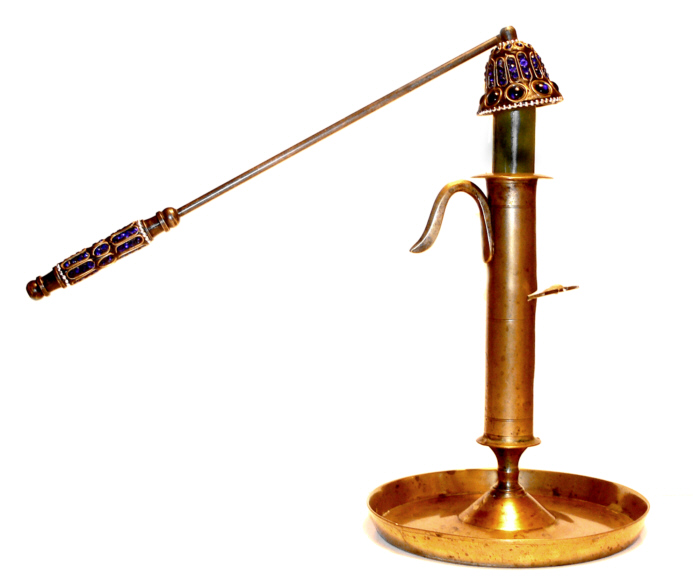
Kaarsendover

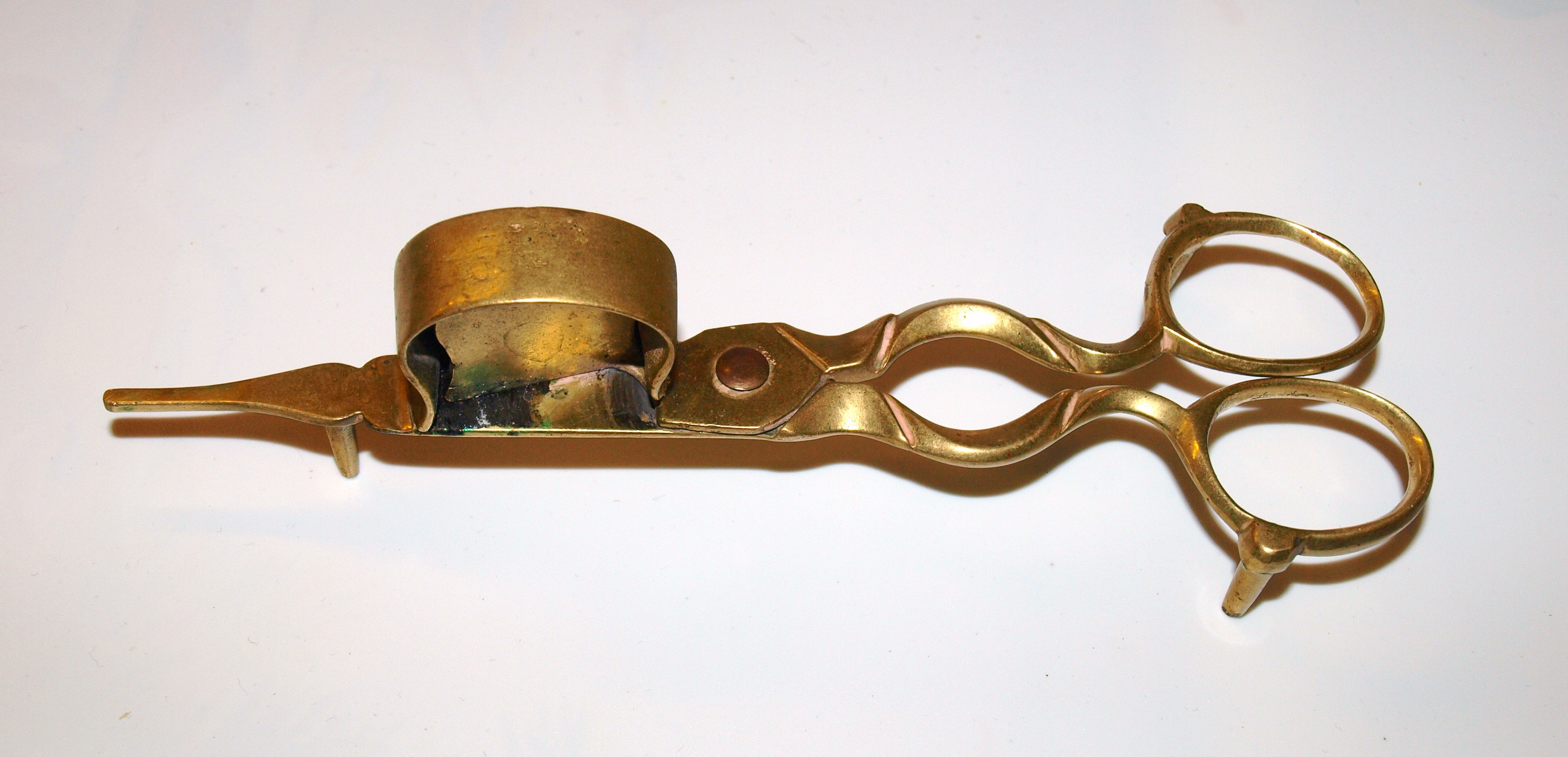
Kaarsensnuiter

### Kaarsdragers
Er zijn meerdere soorten kaarsdragers of kaarshouders. Kaarshouders kunnen heel simpele korte buisjes zijn waarin een kaars kan staan, bv. in een lamp of op een kerstboom. Een blaker is een eenvoudige lage kaarshouder met een platte voet, meestal voorzien van een handvat in de vorm van een oog of een steel. Vroeger werden deze ter verlichting gebruikt, maar vandaag de dag worden ze alleen nog gebruikt als decoratie. Kandelaars zijn meer decoratieve kaarshouders die er vaak uitzien als een soort voetstuk of kolomvormig gestel. Een kandelaar kan één of, als er verschillende armen zijn, meerdere kaarsen dragen. In het geval van meerdere armen spreekt men ook wel van een armkandelaar of kandelaber. Een kroonluchter of kaarsenkroon is een veelarmige hangende lamp met een decoratieve functie die met een ketting aan het plafond is bevestigd.
Voor theelichtjes en devotielichtjes bestaan er veel verschillende soorten houders, van kleine glazen potjes en keramische houders in verschillende vormen tot uitvoerige houders voor meerdere lichtjes. Devotielichtjes worden in kerken vaak in kaarsenrekken gezet, vb. voor een heiligenbeeld. Voor grotere kaarsen bestaan er onder andere windlichten. Dit zijn lantaarns of glazen vazen met een grote, brede voet en hoge randen die de vlam beschermen tegen de wind.

### Kaarsendover
Een kaarsendover is een hulpmiddel om de vlam van een kaars te doven. Het bestaat veelal uit een kegelvormig metalen kapje aan een steel. Door het kapje dicht boven de vlam te houden dooft de vlam, doordat er een zuurstoftekort ontstaat.

### Kaarsensnuiter
Een kaars- of kaarsensnuiter is een op een schaar lijkend voorwerp waarmee een vlam kan gedoofd worden door het teveel aan pit weg te knippen. De kaarsensnuiter is aan een van de bladen voorzien van een klein doosje waarin de pit terechtkomt, om te verhinderen dat deze terug zou ontvlammen of roetvlekken zou maken wanneer zij op een oppervlak terechtkomt. Vaak is de kaarsensnuiter ook voorzien van pootjes om te verhinderen dat er vlekken worden gemaakt op de plaats waar hij wordt neergelegd.